# Google Cast
Google Cast là một giao thức độc quyền được Google phát triển để phát nội dung âm thanh và video được phát trực tuyến trên Internet trên thiết bị tiêu dùng tương thích. Giao thức này được sử dụng để khởi chạy và kiểm soát phát lại nội dung trên trình phát phương tiện kỹ thuật số, TV độ nét cao và hệ thống âm thanh gia đình bằng cách sử dụng thiết bị di động, máy tính cá nhân hoặc loa thông minh. Giao thức này lần đầu tiên được ra mắt vào ngày 24 tháng 7 năm 2013 để hỗ trợ trình phát Chromecast thế hệ đầu tiên của Google. SDK Google Cast được phát hành vào ngày 3 tháng 2 năm 2014, cho phép các bên thứ ba sửa đổi phần mềm của họ để hỗ trợ giao thức. Theo Google, hơn 20.000 ứng dụng hỗ trợ Google Cast đã có sẵn tính đến tháng 5 năm 2015. Hỗ trợ cho Google Cast kể từ đó đã được tích hợp vào các thiết bị tiếp theo, chẳng hạn như Nexus Player và các thiết bị Android TV khác (chẳng hạn như TV), cũng như soundbars, loa và các mẫu Chromecast sau này. Các thiết bị tiêu dùng hỗ trợ giao thức gốc được tiếp thị là Chromecast built-in. Tính đến  tháng 10 năm 2017, hơn 55 triệu thiết bị Chromecast và Chromecast built-in đã được bán ra.